# Single Heading Flight
Single Heading Flight, auch Aerologation (dtsch. Fliegen mit konstantem Steuerkurs) bedeutet ein konstantes Vorhalten gegen Seitenwind. Es ist eine Methode der meteorologischen Navigation, die für einen Langstreckenflug mit einer einzigen Formel den Einfluss des Windes auf die Flugbahn kompensiert.
Zwar gilt, dass die kürzeste Strecke zwischen zwei Punkten auf der Erde eine Orthodrome (Umgangssprachlich „Luftlinie“) ist, dies bedeutet jedoch nicht automatisch auch die kürzeste Flugzeit. Durch Windeinfluss führt eine gekrümmte Route (Minimum-time-route, MTR) häufig zu kürzeren Flugzeiten als die kürzeste Strecke abzufliegen.
Während man beim Vorausberechnen einer „Minimum time route“ den genauen, veränderlichen Verlauf von Hoch- und Tiefdruckgebieten kennen muss, um möglichst wenig Treibstoff zu verbrauchen, benötigt das Single Heading Flight nur eine Voraussage des Luftdrucks am Start- und Zielflughafen. Wegen des barischen Windgesetzes hängt der mittlere Seitenwind nur vom gesamten Druckunterschied Start-Ziel ab, sodass sich daraus bereits die mittlere Abdrift ergibt.
Das Verfahren ist nicht nur einfach und teilweise sogar intuitiv einsetzbar, sondern auch unempfindlich gegen die schnelle Verlagerung mancher Tiefs. Wechselt ein solches nämlich während eines stundenlangen Flugs auf die andere Seite der geplanten Flugroute, wird dort die berechnete „Minimum time/energy route“ äußerst nachteilig.
Ein Manko des Single Heading Flight ist, dass für stark beflogene Strecken ein genauer Flugplan einzureichen ist und exakte Flugverkehrsstrecken vorgegeben werden – weshalb die Unabhängigkeit von meteorologischen Unwägbarkeiten nur mehr die Anwendung des Single Heading über Ozeanen oder südlichen Ländern erlaubt. Ein weiterer Nachteil ist die Schwierigkeit, genau zu berechnen, wie lange der Flug dauern wird. Eine wenig genaue Methode besteht darin, die Flugzeit nach der direkten Strecke mit herkömmlichen Methoden zu planen und danach zu berücksichtigen, dass die Anwendung des Single Heading Flight etwas weniger Zeit in Anspruch nimmt.

## Beispielrechnung
Der erste Schritt errechnet die Abdrift bis zum Ziel in NM, wobei p2 der Luftdruck über dem Zielflughafen, p1 der Luftdruck über dem Startflughafen (jeweils in mB), latitude der durchschnittliche Breitengrad in Grad und TAS die Fluggeschwindigkeit in Knoten ist.
{\displaystyle Drift=635\times {\frac {p2-p1}{\sin(latitude)\times TAS}}}
Im zweiten Schritt wird der eigentliche Vorhaltewinkel mit den gleichen Parametern errechnet, wobei mit „Dist“ zusätzlich die Entfernung in NM zwischen den beiden Punkten p2 und p1 in die Berechnung einfließt:
{\displaystyle WindCorrectionAngle=36300\times {\frac {p2-p1}{\sin(latitude)\times TAS\times Dist}}}

## Segelsport
Eine ähnliche Methode kann auch bei Segelregatten angewendet werden. Nicht immer führt nämlich die beste Vorausberechnung der Windverhältnisse zum Sieg, sondern auch die wetterkundliche Erfahrung und die Intuition haben ihren Platz.